# Wissenschaftspark Leipzig

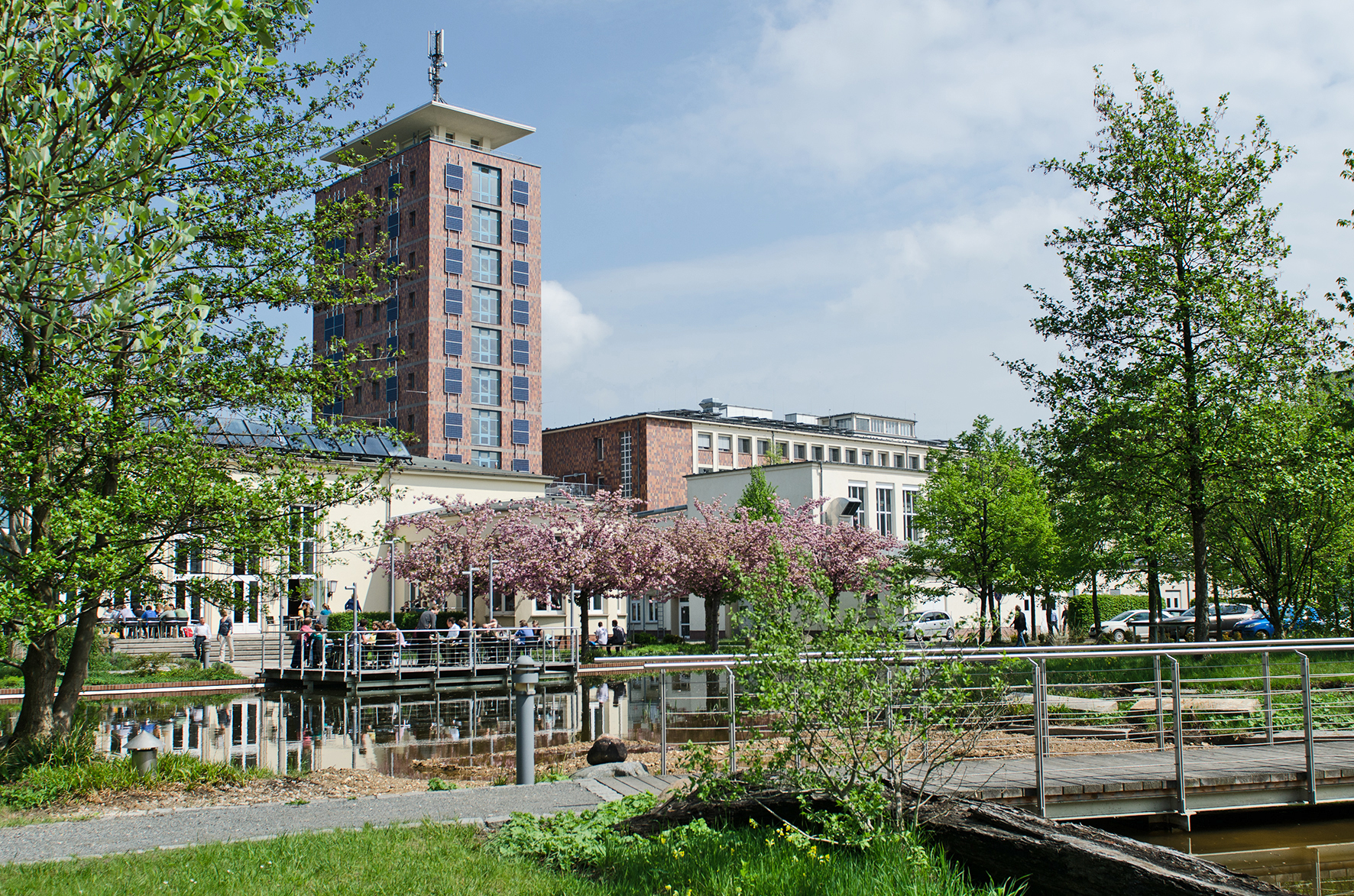
Im Wissenschaftspark Leipzig (2013)

Wissenschaftspark Leipzig bezeichnet sowohl ein Forschungsgelände im Nordosten Leipzigs als auch einen Verein der dort vertretenen Institutionen (Wissenschaftspark Leipzig/Permoserstraße e. V.).
Die bearbeiteten Aufgabenstellungen der vertretenen Einrichtungen reichen von der naturwissenschaftlichen Grundlagenforschung über die Applikation deren Ergebnisse bis zur Produktion wissenschaftlicher Geräte.

## Lage
Der Wissenschaftspark liegt im Ortsteil Sellerhausen-Stünz, etwa vier Kilometer vom Stadtzentrum entfernt. Er wird begrenzt im Westen von der Torgauer Straße, im Süden von der Permoserstraße, im Osten vom Gleisbereich des nördlichen Güterrings und im Norden vom Gelände des Deutschen Biomasseforschungszentrums. Er nimmt eine Fläche von etwa 16 Hektar ein.

## Institutionen

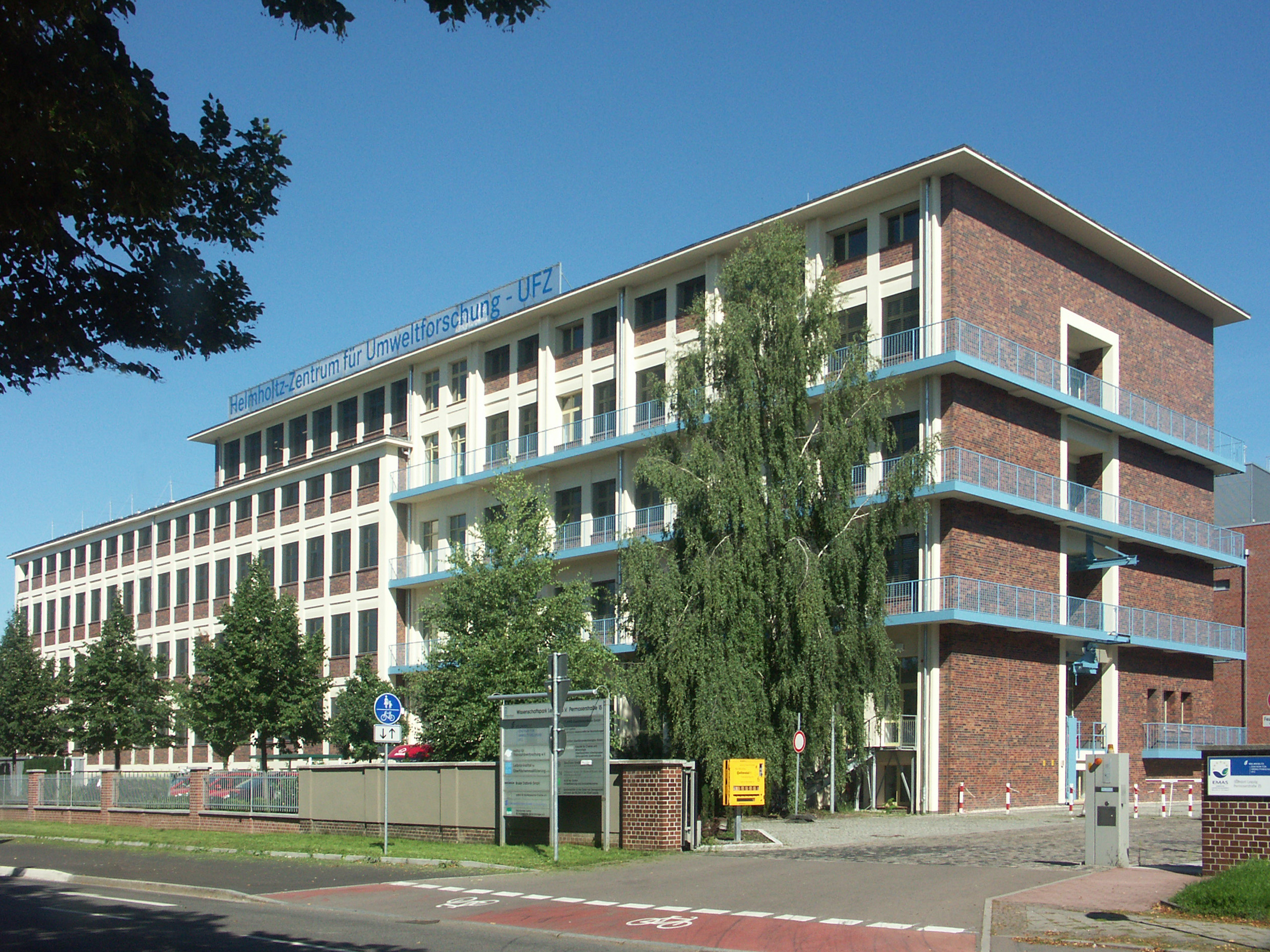
Eines der Gebäude des UFZ (2010)

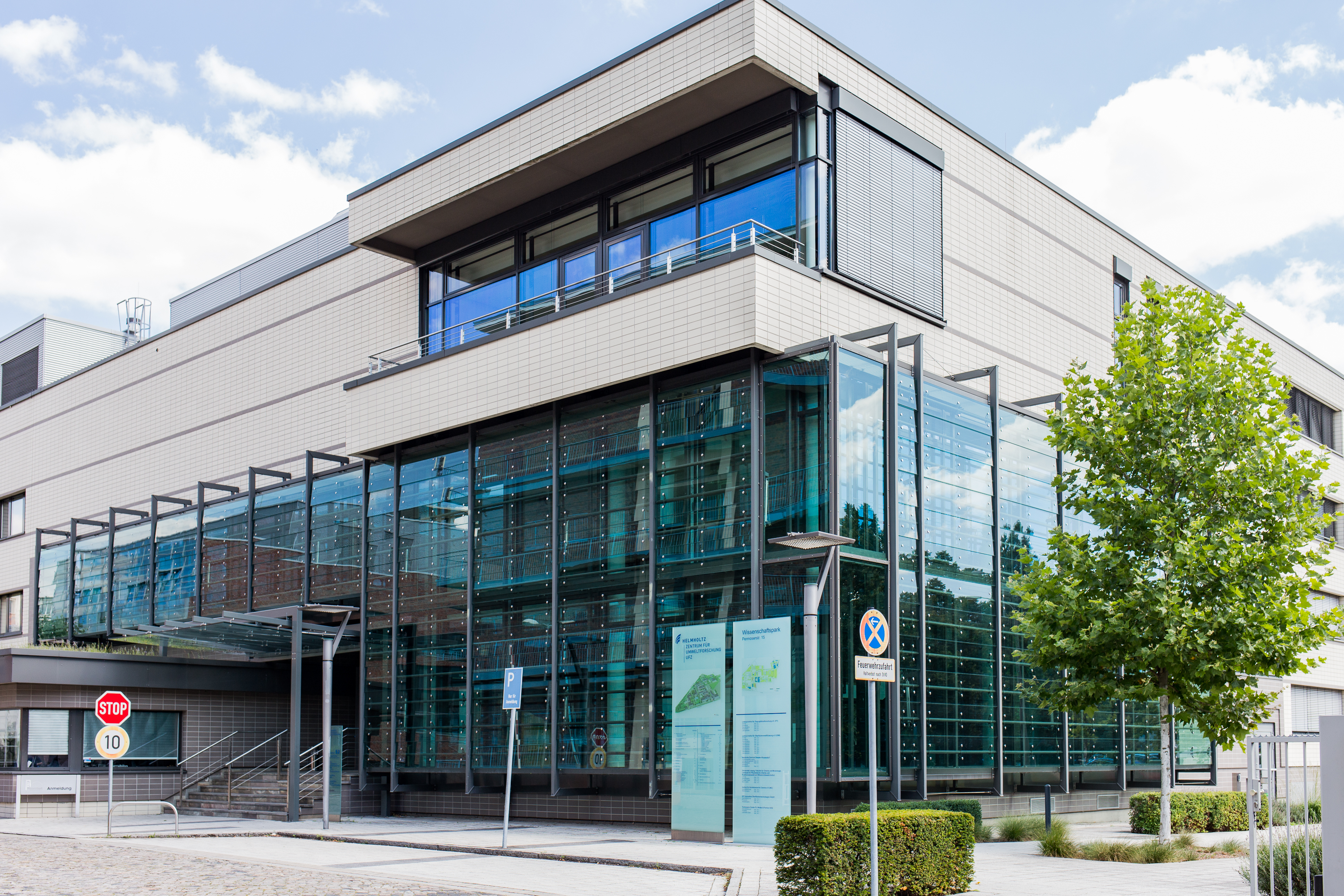
Konferenzzentrum Leipziger KUBUS, u. a. Tagungsstätte der WikiCon 2017

Die auf dem Gelände tätigen Institute und Betriebe sind:
- Helmholtz-Zentrum für Umweltforschung GmbH - UFZ
- Leibniz-Institut für Oberflächenmodifizierung e.V. (IOM)
- Leibniz-Institut für Troposphärenforschung e.V. (TROPOS)
- Institut für Nichtklassische Chemie e.V. an der Universität Leipzig (INC)
- Forschungsstelle Leipzig des Helmholtz-Zentrums Dresden-Rossendorf
- Sächsisches Institut für Angewandte Biotechnologie e.V. (SIAB)
- Universität Leipzig, AG Pflanzenphysiologie
- Bruker Daltonik GmbH
- IOT Innovative Oberflächentechnologien GmbH
- OPTEG GmbH
- Technoserv-Center Dr. Modes & Partner OHG
- Deutsches Biomasseforschungszentrum gGmbH (DBFZ)

Mit 1.214 Mitarbeitern (Stand Dezember 2021) an seinem Leipziger Standort ist das UFZ mit Abstand die größte der vertretenen Einrichtungen. Es belegt über zehn Gebäude im westlichen Teil des Geländes.

## Geschichte
Zu Beginn des 20. Jahrhunderts verlagerte die metallverarbeitende Hugo Schneider AG (HASAG) ihren Betrieb aus Paunsdorf als neues modernes Werk in ein Dreieck zwischen der Torgauer und der Permoserstraße. Bereits zum Ersten Weltkrieg wurde die Produktion auf Rüstungsgüter umgestellt, und bis zu den 1940er Jahren entstand der größte Rüstungsbetrieb Sachsens. Hier wurde ab 1942 die Panzerfaust entwickelt. Südlich der Permoserstraße wurde für Zwangsarbeiter im Lauf des Zweiten Weltkrieges ein KZ-Außenlager des KZ Buchenwald errichtet. Daran erinnert auf dem Gelände des Wissenschaftsparks eine Gedenkstätte.

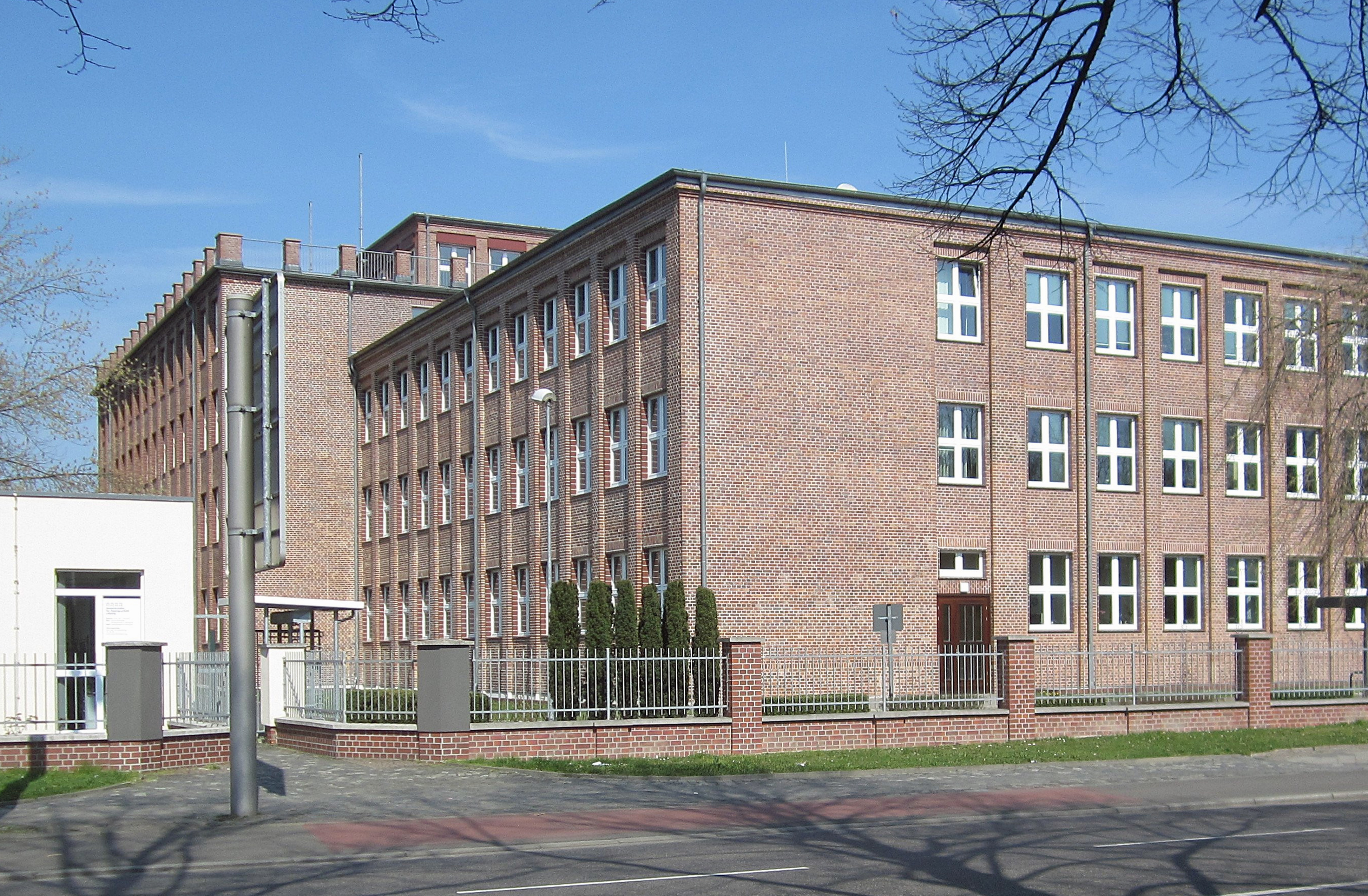
Ehemaliges Verwaltungsgebäude der HASAG, heute u. a. UFZ-Bibliothek, links die Zwangsarbeiter-Gedenkstätte (2017)

Nach dem Krieg wurde auf dem HASAG-Gelände nach dem Abbruch der Fabrikanlagen ein Forschungsgelände etabliert. Zunächst wurden in dem nach Kriegsbeschädigung rekonstruierten Verwaltungsgebäude das Institut für organisch-chemische Industrie (später Institut für Verfahrenstechnik der organischen Chemie) und das Institut für Chemie und Technologie der Plaste (später Institut für Plastforschung) untergebracht. Es folgten die Institute für angewandte Radioaktivität (IaR) und für physikalische Stofftrennung (letzteres später in Institut für stabile Isotope (IsI) umbenannt), für welche Neubauten errichtet wurden. Der etwa 40 Meter hohe Turm für die Isotopentrennsäulen bestimmt noch heute von weitem das Bild des Geländes. Ein Sozialgebäude und ein Technikum entstanden. 1958 wurden die Institute der neu gegründeten Forschungsgemeinschaft der Deutschen Akademie der Wissenschaften zu Berlin (DAW) unterstellt. 1969 entstand das Institut für technische Chemie (ab 1985 Institut für Biotechnologie (IBT)), und 1969 wurden im Zuge der Akademiereform das IaR und das IsI mit zwei weiteren Einrichtungen zum Zentralinstitut für Isotopen- und Strahlenforschung (ZfI) vereinigt. In den nächsten Jahren kamen noch einige kleinere Einrichtungen und Neubauten hinzu.
Im Zuge der deutschen Wiedervereinigung wurden 1991 bis auf wenige kleine Arbeitseinheiten alle Institute geschlossen. Zu diesem Zeitpunkt waren auf dem Gelände 1740 Mitarbeiter beschäftigt, 469 davon im ZfI.
Am 2. Januar 1992 nahmen das Umweltforschungszentrum und das Institut für Troposphärenforschung ihren Betrieb auf. Das UFZ übernahm die meisten der existierenden Gebäude. Das Institut für Oberflächenmodifizierung entstand zum gleichen Zeitpunkt aus Arbeitseinheiten des ZfI auf dem Gebiet der Ionen- und Elektronenstrahlforschung. Einige An-Institute der Universität Leipzig begannen ihre Arbeit.
In den Folgejahren wurden sowohl alle Gebäude rekonstruiert als auch neue errichtet, wie das Institutsgebäude und das Wolkenlabor von TROPOS, das Institutsgebäude des IOM, ein Laborgebäude für das UFZ, das Firmengebäude von Bruker und der Leipziger KUBUS, das Konferenz- und Bildungszentrum des UFZ.
Mit den  Zielen der Förderung des Technologietransfers zwischen den Mitgliedern und der Wirtschaft, der Schaffung von Informationsstrukturen sowie Nutzung vorhandener Forschungsressourcen, der Durchführung von gemeinsamen wissenschaftlichen Veranstaltungen sowie Fort- und Weiterbildungsmaßnahmen, der Entwicklung der Infrastruktur auf dem Gelände und der Darstellung  in der Öffentlichkeit wurde 1998 der Verein Wissenschaftspark Leipzig/Permoserstraße e. V. gegründet.